# Richard Garriott
Richard Allen Garriott (født 4. juli 1961 i Cambridge i England) er en amerikansk rumturist og manden bag computerrollespilsserien Ultima.
Han besøgte Den Internationale Rumstation 12.-23. oktober 2008 efter at have købt rejsen dertil for 30 millioner USD hos Space Adventures.